# 肌肉車

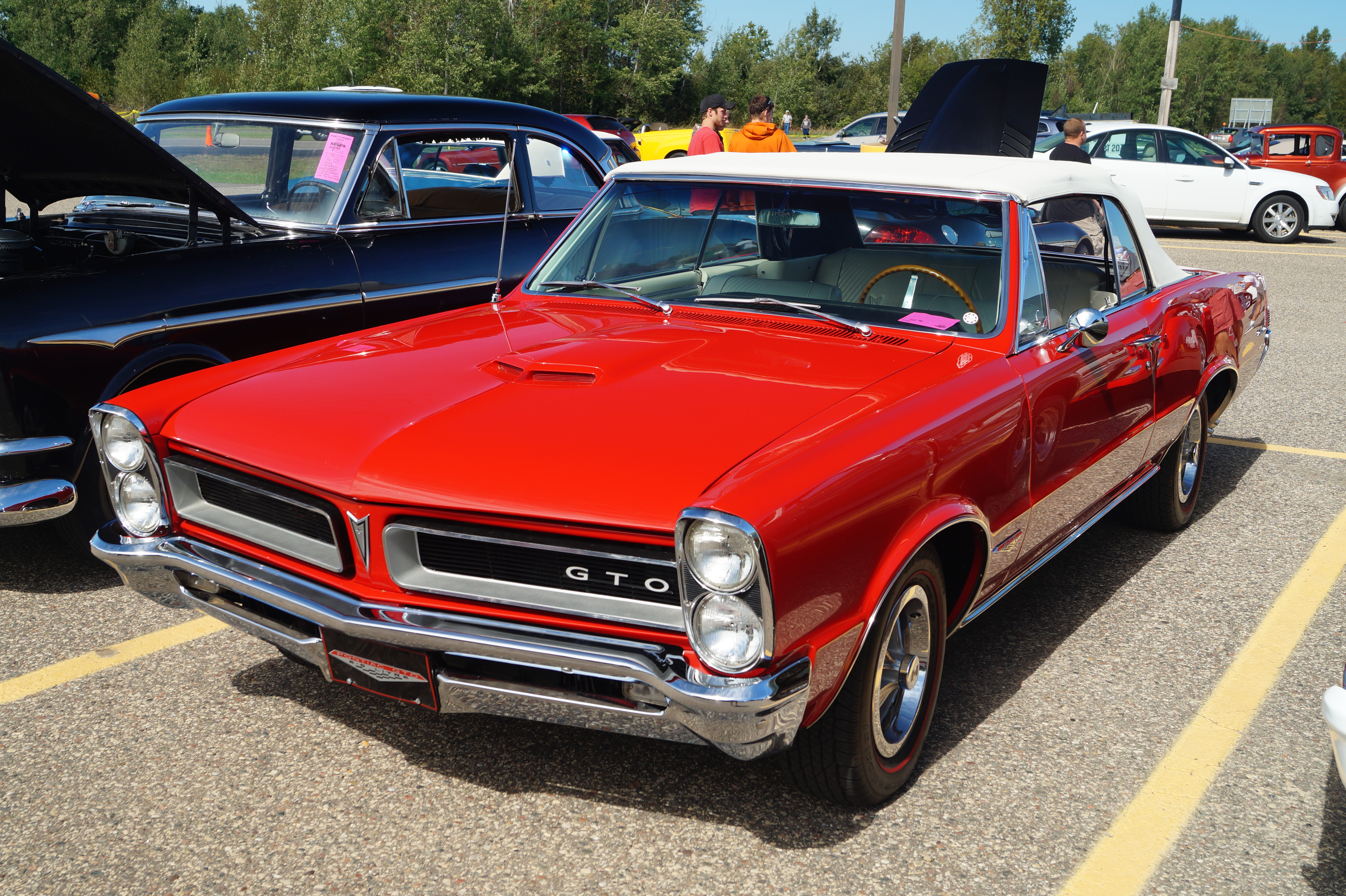
1966年款龐蒂克GTO，是肌肉車中的典型代表

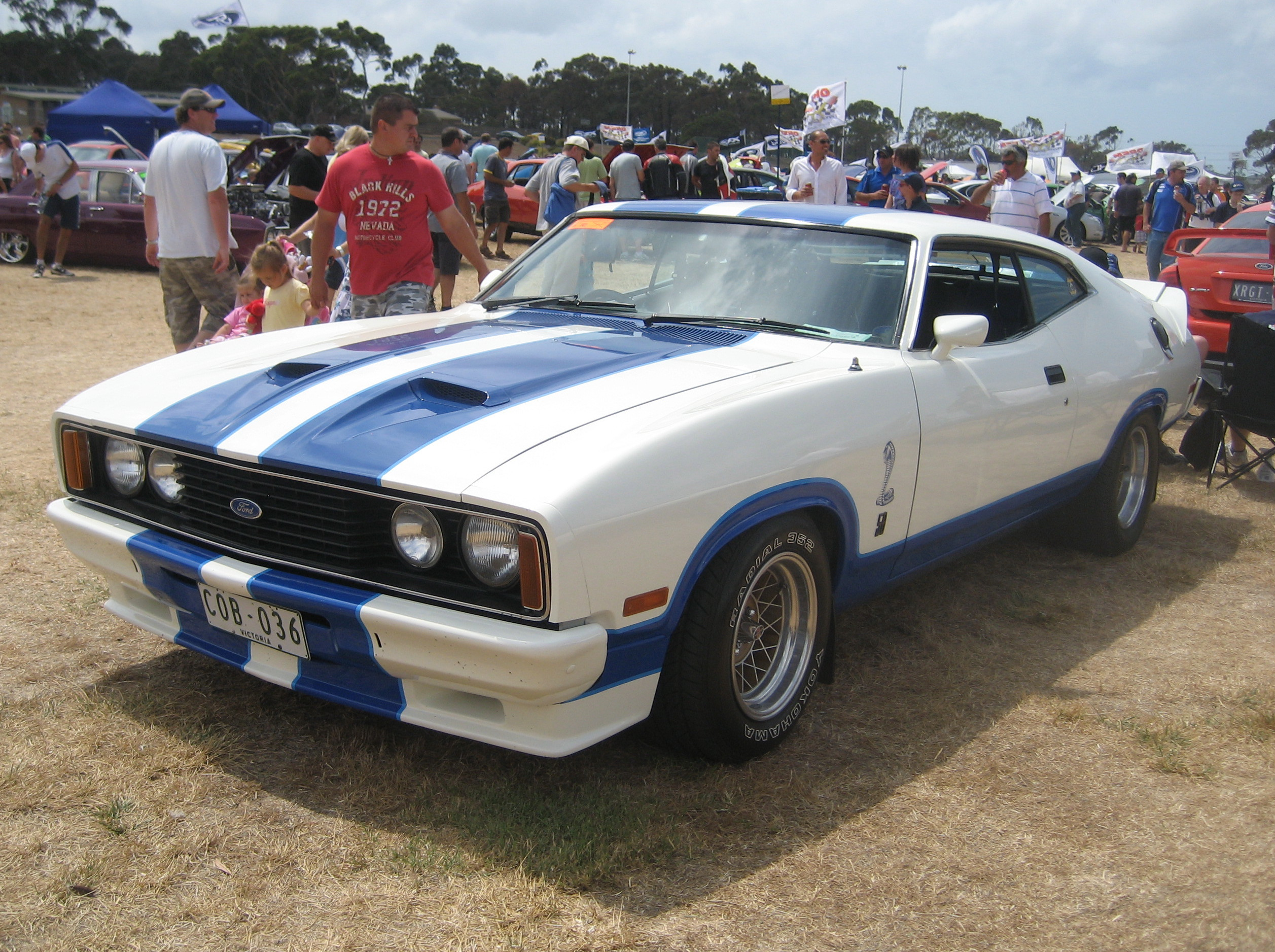
澳洲肌肉車福特Falcon XC Cobra

肌肉車（英語：muscle car）是汽車的一個類別，特指一類高性能的轎跑車。英文韋伯斯特大字典對肌肉車的定義為“any of a group of American-made 2-door sports coupes with powerful engines designed for high-performance driving.”即由美國製造的，裝備高性能引擎的雙門運動型轎車。肌肉車一般特徵為雙門中型轎車或全尺寸轎車，後輪驅動，裝備有大馬力V8發動機，能容納四人以上。此外，價格還應當適中親民。肌肉車一般用於日常使用，偶爾參與直線競速賽。其外觀、設計目的和思想同雙座跑車以及為公路賽設計的昂貴的超級跑車有著顯著的差別。肌肉車最早源自北美，現在英國、澳大利亞、南非等汽車公司亦有開發生產。
雖然今日所稱的肌肉車追溯到五十年代，但實際上當時美國最流行的轎車，僅不過是雙門的轎車，不採用四門設計只不過為較簡單便宜，速度也不一定較快，所以絕不能說當時的美國車就是肌肉車。但省去了戰前轎車的無謂飾物，把燈放在沙板內和沙板與車身融合,開始稍現代汽車流線型的低風阻構型。而按資料顯示當時美國流行不同的車體風格，包括了現在的旅行車、開篷車、貨卡車、中型車等，故肌肉車不足完全代表當時的美國轎車，卻因為其不怕耗油的形象給後來的人回味的消費主義上層中產階級生活方式。

## 定義

### 緒論
肌肉車是二十世紀八九十年代才有的俗語，可指早前到五十至七十年代初的部分美國中大型轎車，或者海外仿其風格的轎車。當時本是指大功率的中型美國轎跑車，而追溯對當時來說很舊的車，是因為在第一次石油危機到八十年代中的美國車功率不足，但又要遷就熟客需要長時間開車的舒適而不敢把車做得很小，不只是跑得不如同期的歐洲或日本汽車快，甚至比在五十至七十年代中的美國車慢。到了八九十年代的美國車的速度才回升，所以肌肉既可以指現在的美國中型轎跑車，也可以指在五十至七十年代中期的美國大排氣量中或大型轎跑車，但不包括所有在七十年代中至八十年代中的美國汽車。
肌肉車的定義種類較多。Peter Henshaw曾在著作《肌肉車》中下定義：“正如其名所指，肌肉車是美國汽車工廠根據改裝賽車概念而生產的一類汽車，其共同特點本意是將一台大排量的引擎放置在經輕量化的車體中。和普通車98馬力等級的動力相比，肌肉車就好像是Charles Atlas（美國著名健美運動員和教練）面對老弱病殘一樣。”該文說明了肌肉車和歐洲出產跑車的不同點：肌肉車追求直線競速的指標，而對跑車的其他性能如操控性，過彎能力，輕量化引擎，流線型外形等不予追求。就具體細分上，裝備高性能發動機的標準車，緊湊型轎車和小馬車是否屬於肌肉車還有諸多不同的意見。但按專書 500 photo muscle cars 中肌肉車包括了福特野馬，但不包括很多被認為是小馬車的款式。
肌肉車在現在看來有其不合理的尺碼和市場定位，因如果以尺寸和重量論舊的肌肉車屬於大型車，在非跑車類的轎車比較最接近的早期肌肉車的都是些大型的豪華轎車，如積架XJ、勞斯萊斯、賓利、林肯汽車、卡特力的出品而絕不是跑車。如第一代佳士拿300尺寸重量和排氣量都超過了勞斯萊斯Silver Cloud但單價平得近十倍。
但肌肉車平的只是單價，耗油量受到高排氣量的先天限制，肌肉車之所以流行一時主要依賴美國對國內石油產品價格補貼，使到當時美國國內有相當大的中價的大型車的市場，而當時美國的車廠只是研究如何以較低成本推像傳統豪華轎車般的大車，把精力集中在減少生產的工序和部件的總數上，及至引入像數控機床和工業機器人等新的生產設備，而不是設計出較高效能的轎車。
另一使肌肉車持續流行的原因是當時美國開始禁止加油站賣含四乙基鉛的高辛烷值汽油，而在早期小馬車使用無鉛汽油功率有限，便只好繼續用早期肌肉車的大排氣量自然進氣發動機，所以後來都歸入肌肉車的範圍。
結果在石油危機後油價高企兼美國政府取消油價補貼後使到肌肉車沒落；除了部分直接停產外，有些則推出較低排氣量並高價的繼承車系，如新版本佳士拿300，實際屬於單純豪車而非轎跑車，按平均物價論售價較舊版貴得多，並授權領先生產歐洲版本。

### 肌肉車與小馬車
下表列舉來歷史上經典的肌肉車和相應的小馬車。
| 製造商   | 小馬車       | 肌肉車      |
| -------- | ------------ | ----------- |
| AMC      | Javelin SST  | 機器        |
| 別克     | T-TYPE       | Gran Sport  |
| 雪佛蘭   | 雪佛蘭科迈罗 | Chevelle SS |
| 道奇     | 挑戰者       | 戰馬RT      |
| 福特     | 野馬         | Torino GT   |
| 水星     | 美洲獅       | Cyclone CJ  |
| 奧茲摩比 | 無           | 442         |
| 普利茅斯 | 梭魚         | Road Runner |
| 龐蒂克   | 火鳥         | GTO         |

## 歷史

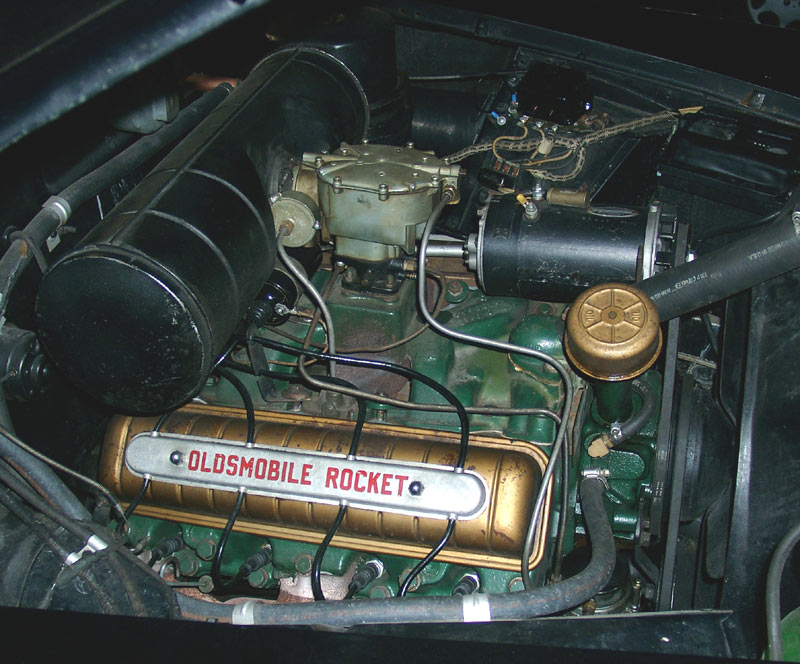
1949年款火箭88的引擎

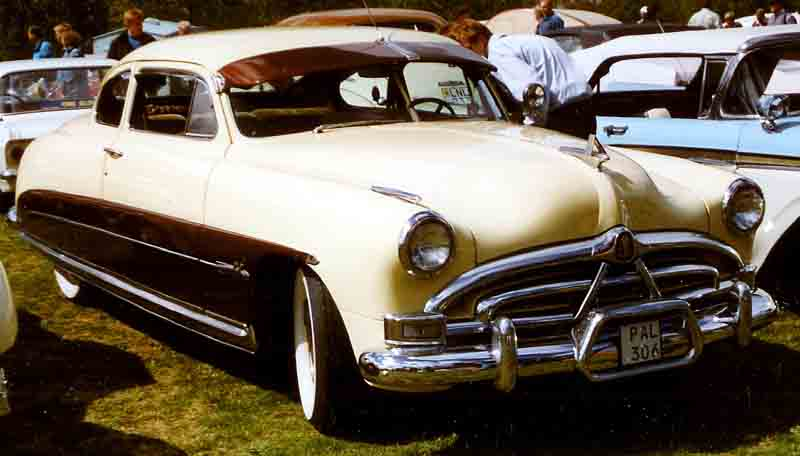
哈德遜大黃蜂：火箭88的競爭者

關於誰是世界上第一輛肌肉車的問題，現在還存在爭論。一般認為1949年款奧茲摩比火箭88是第一輛肌肉車。火箭88裝備了美國第一種高壓縮比頂置氣門V8發動機，車身則沿用較為小型奧茲摩比76和雪佛蘭轎車的設計（上述兩車均裝備較小的V6發動機）。火箭88上市後獲得了公眾的廣泛關注，《肌肉車》雜誌曾經評論道：“將全尺寸大馬力的V8引擎和中型車體結合在一起，使得奧茲摩比88的動力有如柏林奧運會上的傑西·歐文斯一樣充沛...全新的頂置氣門V8“火箭型”發動機和輕量型奧茲摩比76系列的車體有機的結合在一體，使一個全新的88系列在1949年橫空出世。”
該文繼續寫道：“《汽車趨勢》的作者Walt Woron曾經這樣稱肌肉車具有'猛烈的爆發力，加速時將把你狠狠的按在椅背上，直到你鬆開油門'。奧茲摩比憑藉著88車系迅速主宰了1950年的汽車賽，無論是NASCAR全國大獎賽還是代通納賽車周，抑或是泛美越野大赛，奧茲摩比獨領風騷。在比利時，奧茲摩比88亦贏得了斯帕-弗朗科尔尚赛道的生產型汽車賽...一台嘈雜而猛烈的V8引擎，輕量化雙座車體，奧茲摩比88稱之為輕量化肌肉車的始祖名至實歸。”
Jack Nerrad在《今日駕駛》中寫道：“火箭88的V8引擎為未來30年美國的汽車V8發動機的發展豎立了標竿...其排氣量為303立方英吋（5.0L），並俱備雙管狀化油器，在3,600轉每分時能輸出135馬力（101千瓦）的動力，在1800轉每分時輸出263磅-英尺（357 N·m）的最大扭矩，在同等級汽車中無人能敵，除了哈德遜大黃蜂，該車是唯一能和火箭88抗衡的車。”
Nerrad也同樣提及了火箭88在1950賽季橫掃NASCAR，贏得了10項獎項中8項的事蹟。他說到：“火箭88的成功像是一道閃電般耀眼，其135馬力（101千瓦）的V-8成就了第一型肌肉車的威名”。
Steve Dulcich亦在《大眾競速》上寫道，奧茲摩比，和凱迪拉克同時的一個品牌，在1949年用“火箭88”開創了“高性能頂置氣門V8引擎汽車”的新紀元。

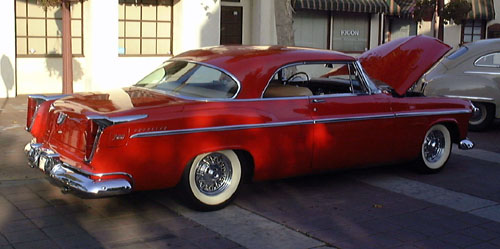
1955 克萊斯勒 C-300一度為美國馬力最大的肌肉車，裝備有300馬力（220千瓦）的引擎

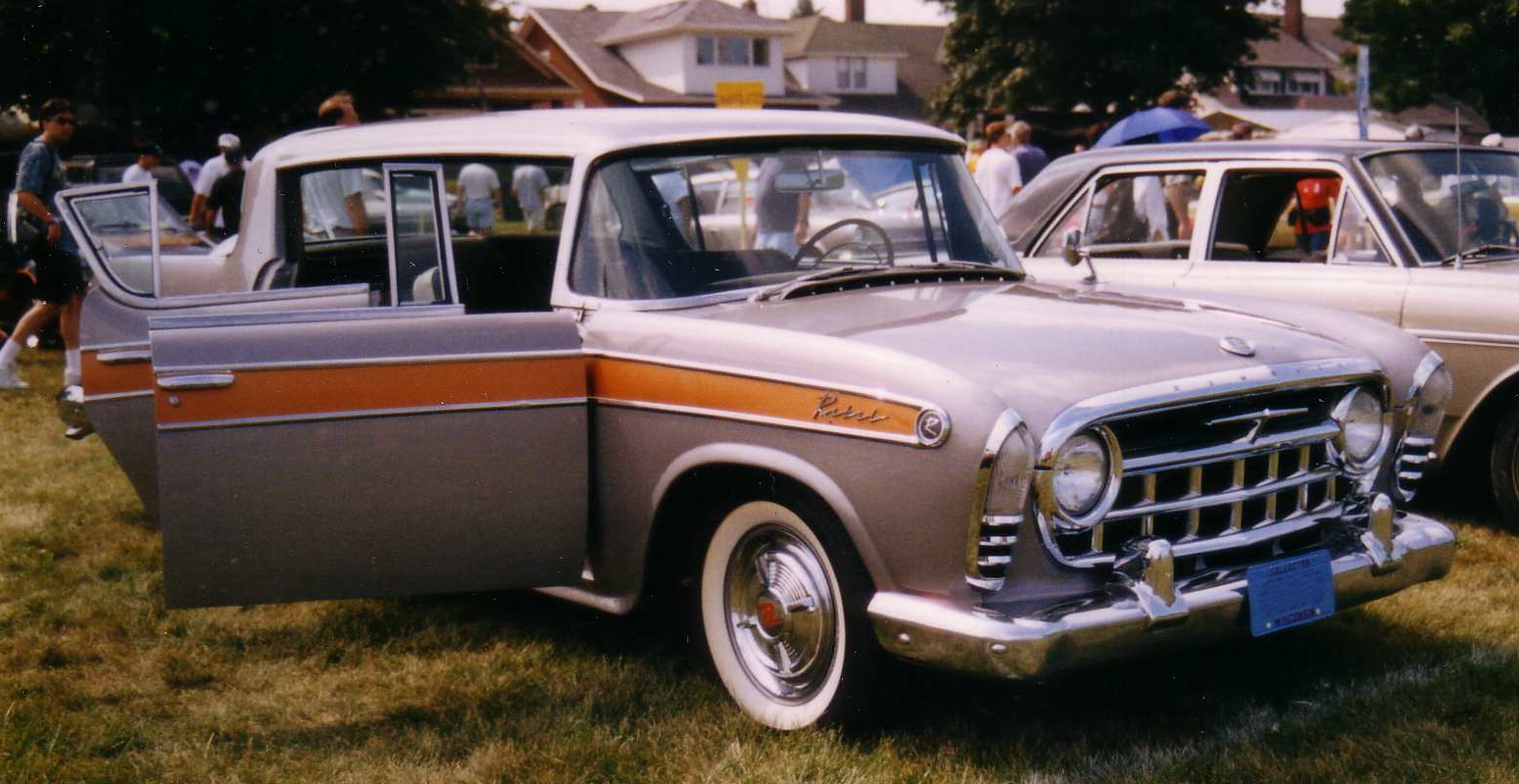
1957年美國最快的四門轎車：漫步者叛逆者，擁有輕型單片式車身和V8引擎

除上文提及的奧茲摩比和哈德遜外，其他汽車生產廠商在50年代初亦紛紛將其生產線上的轎車開發成肌肉車以瓜分這個新興的市場。克萊斯勒汽車公司於1955年推出C-300，配備了豪華轎車的車體和300馬力（224千瓦）的Hemi引擎，很快成為了NASCAR上的新星，並被讚為當時“美國馬力最大的轎車”。其0至60英里/小時（97公里/小時）加速僅需9.8秒，極速130英里/小時（209公里/小時），操縱性能在當時亦首屈一指。兩年後推出的“漫步者叛逆者”被《汽車趨勢》雜誌評為當時“美國最快的四門轎車”。
1960年早期，莫帕（克萊斯勒集團賽車分部）和福特在直線競速賽上的激烈競爭促使了肌肉車市場進一步繁榮。1962年道奇推出了裝備413立方英吋（6.8L）引擎的汽車，能以13秒成績跑完1/4英里直線競速賽，終點速度達100英里/小時（161公里/小時）。1964年，通用汽車公司在旗下品牌奧茲摩比，雪佛蘭和龐蒂克同時推出了肌肉車產品，次年，別克品牌肌肉車亦上市。1964年至1965年，福特汽車公司在其“雷電”肌肉車中裝備了427立方英吋（7.0L）引擎，“莫帕”亦當仁不讓的投產同樣排量的新型Hemi引擎。通用龐蒂克分布主任約翰·德羅寧打破了通用集團內部的小型轎車引擎排氣量330立方英吋（5.4L）的限制，將389立方英吋（6.4L）V8引擎，手動變速器，沙丘公司生產的變速桿和特製的輪緣裝入龐蒂克GTO。1966年起，GTO成為了一個新的車系，並在市場上大獲成功，隨之通用和其競爭者更是快馬加鞭投產一系列肌肉車。GTO主要競爭對手為道奇Polara 500和普利茅斯運動暴怒。後者於1975年起從大型車變更為中型車。
美國汽車公司雖然較晚加入肌肉車市場（前文所述漫步者叛逆者為四門轎車，不屬於肌肉車），但亦“能在較短時間內生產出一系列令人印象深刻的高性能跑車”（《汽車趨勢》評語）。《汽車趨勢》還評論道：“1965年美國汽車公司氣勢磅礡的（或者說稍顯笨拙的）加入了肌肉車爭奪戰，其'漫步者槍魚'快背車和福特野馬及'普利茅斯梭魚'進行競爭。”雖然“槍魚”在操縱性和實際市場銷售上不如後兩者，但AMC的肌肉車逐漸在1967年奪回聲望。1967年“槍魚”和前文所述的“叛逆者”開始裝備343立方英吋（5.6L）280馬力（209千瓦）的“颱風型”V8引擎。1968年，AMC推出了小馬車“標槍”以及在此基礎上的雙座高級跑車“AMX”。
縱觀整個汽車市場，雖然肌肉車的產量和銷量和底特律汽車總產銷量相比並不顯著，但是卻擁有較高的公眾知名度。各大汽車廠家爭相開展競爭，市售肌肉車的馬力也不斷攀升。1970年起，肌肉車馬力大戰進入白熱化，已有450馬力（336千瓦）級別的車輛推出。肌肉車吸引了大量年輕一代的購買者進入汽車展展廳，他們之中大部份人還是購買了標準配置的同型號車輛。為了增加一些中型轎車的爆發力，不少汽車廠亦將其作出修改以能夠進行直線起步街頭塞車。
1963年，福特汽車公司專門製造了200台福特銀河輕量型賽車用於直線加速賽，該車一系列不需要的設備被簡化。主要改進有玻璃纖維制儀表板，鋁製保險杠，牽引桿，以及一台專為賽車設計的發動機：排量為427立方英吋（7.0L），功率保守估計為425馬力（317千瓦）。車體為標準車體，其跑完四分之一英里直線起步賽道僅需12秒。該車可合法上路的普通版本亦對外發售，生產數量為5,000台，福特聲稱該批汽車的百公里（60英里）加速只需要不到6秒的時間（按照裝備同樣發動機的1966年型銀河500XL 427推算）。

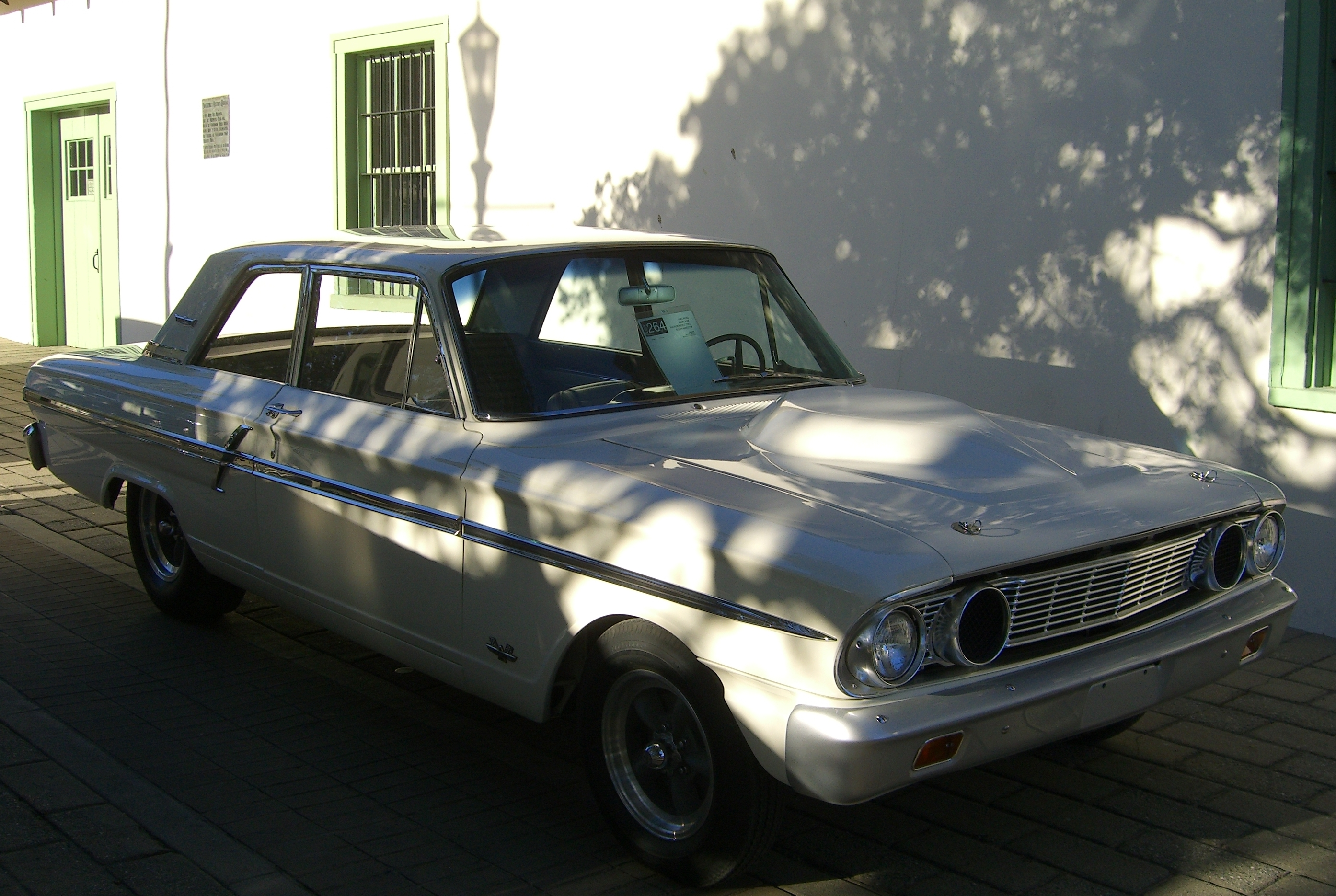
可以合法上路的街車：1964年型福特“雷電”，該車可以被認作裝備427型V8引擎的中尺寸輕量級福特“費爾賴恩”轎車

福特的另一款輕量車身肌肉車為1964年型福特“雷電”，其使用福特“費爾賴恩”中型轎車的車體。標準型“雷電”跑完四分之一英里直線加速賽道僅需11.76秒，終點速度為122.7英里/小時（197.5公里/小時）。福特公司車手Gaspar Ronda憑藉“雷電”一舉奪得美國直線競速賽車協會（National Hot Rod Association，NHRA）冠軍，其四分之一英里競速賽成績為11.6秒，終點速度為124英里/小時（200公里/小時）。“雷電”同樣裝備了427立方英吋的發動機，但其排氣系統得到改進。雖然理論上雷電可以合法上路，但其在常見公路上“過於猛烈”。《競速賽雜誌》曾這樣評論道：“該車為賽道而生，日常駕駛簡直是大材小用”。該車配置了大型牽引杆，非對稱後部彈簧，以及用於卡車或公共汽車的95磅（43公斤）大型蓄電池，使之產生500馬力（373千瓦）的輸出功率。該車的一切不必要的附件，如遮陽板，外反光鏡，消音器，扶手，以及備胎更換設備都被移除以減輕重量。車窗為輕便的樹脂玻璃，早期生產型甚至連車輛面板和前保險杠都由玻璃纖維製造（後期生產型改為鋁製，以符合NHRA的標準）。該車售價為3,780美元，共生產了111台，由福特簽約企業“迪爾波恩鐵管廠”負責總裝。
1963年，通用雪佛蘭分部生產了57輛“英帕拉”型雙門大型轎車並加裝了RPOZ-11改裝套件，使得該車的售價比基本款增加了1237.4美元。該車也是通用雪佛蘭分部製造的唯一一型專用於賽道的車輛。改造套件包含了一台W系列409型引擎，排氣量427立方英吋，標稱功率為430馬力，實測值為480–520馬力之間。其壓縮比為13.5:1，因此需要高辛烷值燃料。該套件還包括了大量的減重措施，如全鋁製保險杠，引擎蓋，進氣口柵欄和風扇架。消音器，電台和空調設備也被拆除。其他的改造特徵還有額外進氣口和排氣管，特製的引擎機頭和活塞，大容量機油槽，傘形吸入式空氣濾清器。1964年後，通用就停止了RPOZ-11型套件的改進工作，並不再生產直線加速賽專用賽車。
1964年克萊斯勒亦推出了輕量型Hemi引擎達到500馬力（370千瓦）的大關，該發動機裝載於道奇426之上，並被評為“最佳直線賽車”。該車具有鋁製引擎蓋，輕量型保險杠，進氣口柵欄，車門，鎂鋁合金前輪圈，輕量型帆布座椅，聚碳酸酯車窗，單個雨刷，並同樣取消的消音器和遮陽板。和那個時代特色相一致，這輛車在出售時也附帶廠家的免責聲明：“本車為封閉賽道加速設計，因其附件設計簡化，不推薦用作日常交通之用”。
另一款小批量生產的克萊斯勒制賽道肌肉車為1965年型普利茅斯衛星426，搭載了功率為550馬力的改進型Hemi引擎。其1966年型由於發現馬力過大，剎車系統過於無力而稍微調小了功率（廠家標稱功率為425馬力，小於實測值）。雖然其剎車和轉彎性能仍保守詬病，但《汽車和駕駛員》仍雜誌如此評述“該車為野獸般兇殘的爆發力和街車操控性絕佳組合”。該車外形簡樸，四分之一英里加速賽成績為13.8秒，終點速度為104英里/小時（167公里/小時）。售價為3,850美元。

## 現今肌肉車

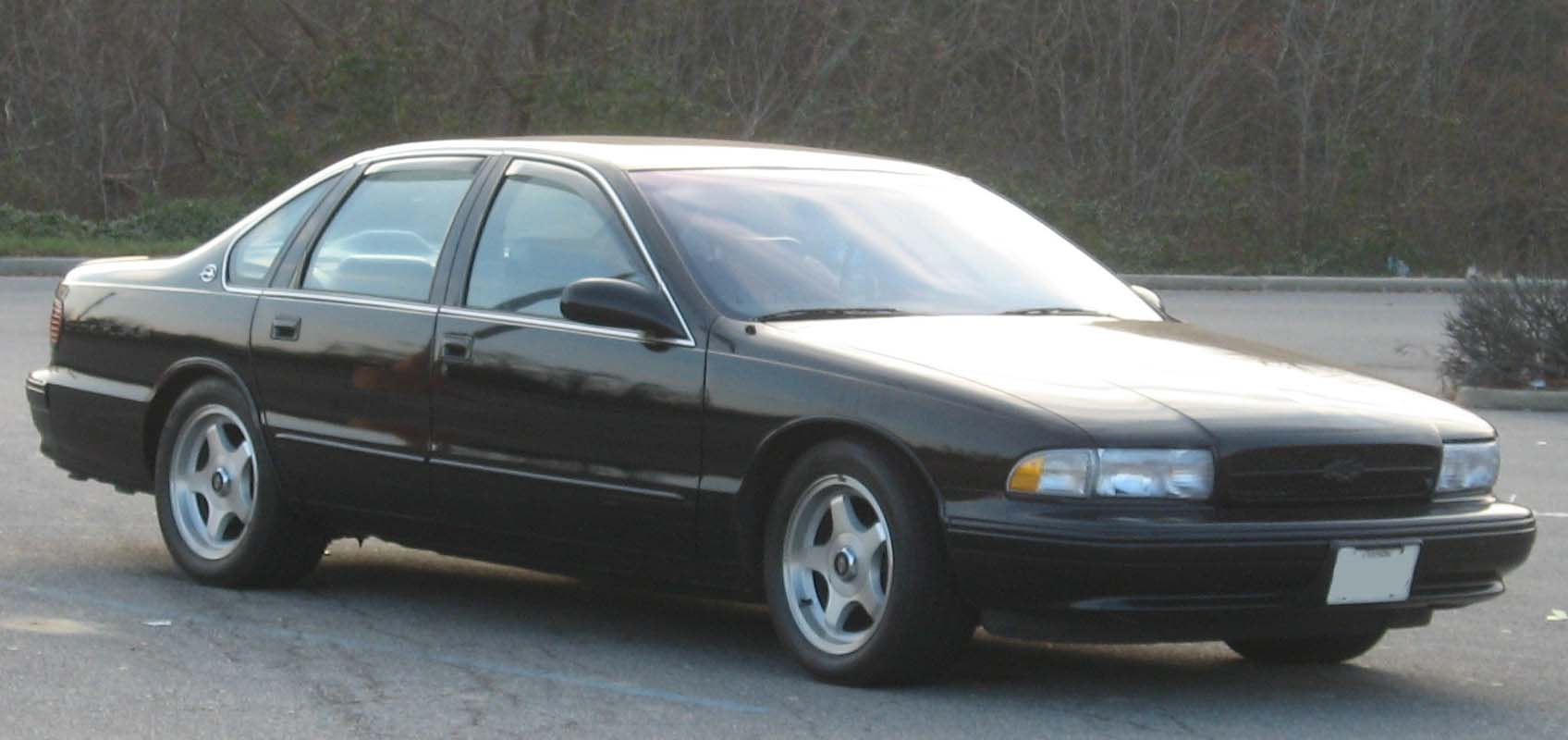
1994-1996雪佛蘭英帕拉SS